# Gesellschaft für antike Philosophie
Die Gesellschaft für antike Philosophie (GANPH) ist ein eingetragener Verein, der  die philosophische, philologische und althistorische Beschäftigung mit der Philosophie der Antike im gesamten deutschsprachigen Raum interdisziplinär fördert.
Der Verein wurde im Jahr 2001 in München gegründet und ist als Fachverband Mitglied der Deutschen Gesellschaft für Philosophie. Vorsitzender der GANPH ist zurzeit Sabine Föllinger. Sitz der GANPH ist Würzburg. Im Bereich der Forschung werden Teilgebiete der antiken Philosophie koordiniert und Projekte geplant. Zudem tritt die GANPH als Organ der antiken Philosophie und der beteiligten Fächer auf, das deren Interessen in der Gesellschaft vertritt.
Die Ziele der GANPH sind gemäß deren Satzung:
- die Erforschung der antiken Philosophie im deutschsprachigen Raum,
- die Kooperation im Bereich der antiken Philosophie zwischen Forschern in den Fächern Philosophie, Klassische Philologie und anderen Disziplinen,
- die Unterstützung der universitären und schulischen Lehre im Bereich der antiken Philosophie.